# 2. hokejová liga SR 2009/2010
Sezóna 2009/2010 byla 17. ročníkem 2. slovenské hokejové ligy. Vítězem se stal tým HK 96 Nitra, který mohl působit v 1. hokejové lize, ale nepřihlásil se. Z 1. ligy sestoupil tým MšHK Prievidza.

## Systém soutěže
Soutěž byla rozdělena do tři skupin (západ, střed a východ). Celkem se jich zúčastnilo 15 týmů, tři skupiny po pěti týmech. Ve všech skupinách se hrálo 2x venku a doma. Bodový systém v soutěži se nezměnil, za výhru se získalo tři body, za výhru v prodloužení získal klub dva body, za prohru v prodloužení jeden bod a za prohru nezískal klub žádný bod. První dva týmy z každé skupiny postoupili do finálové části o postup. Nejlepší tým postoupil přímo do 1. ligy. Ze soutěže se nesestupovalo.

## Skupina západ

### Základní část
|  | Postupující do skupiny o postup |

| Poř. | Tým                      | Z  | B  | V  | VP | PP | P  | Skóre  | +/−  |
| ---- | ------------------------ | -- | -- | -- | -- | -- | -- | ------ | ---- |
| 1    | HK 96 Nitra              | 16 | 45 | 13 | 3  | 0  | 0  | 101:42 | +59  |
| 2    | HK Levice                | 16 | 31 | 9  | 0  | 4  | 3  | 100:50 | +50  |
| 3    | MI HOBA Bratislava       | 16 | 27 | 8  | 1  | 1  | 6  | 92:80  | +12  |
| 4    | HK Lokomotíva Nové Zámky | 16 | 14 | 4  | 1  | 0  | 11 | 65:85  | −20  |
| 5    | MHK Šaľa                 | 16 | 3  | 1  | 0  | 0  | 15 | 51:152 | −101 |

### Skupina střed
|  | Postupující do skupiny o postup |

| Poř. | Tým                           | Z  | B  | V  | VP | PP | P  | Skóre  | +/−  |
| ---- | ----------------------------- | -- | -- | -- | -- | -- | -- | ------ | ---- |
| 1    | HK Púchov                     | 16 | 41 | 13 | 1  | 0  | 2  | 99:38  | +61  |
| 2    | MHK Dubnica nad Váhom         | 16 | 33 | 10 | 1  | 1  | 4  | 91:47  | +44  |
| 3    | HK TJ Iskra Partizánske       | 16 | 24 | 8  | 0  | 0  | 8  | 74:75  | −1   |
| 4    | MHK Ružomberok                | 16 | 22 | 7  | 0  | 1  | 8  | 75:75  | 0    |
| 5    | HK Medokýš Turčianske Teplice | 16 | 0  | 0  | 0  | 0  | 16 | 40:144 | −104 |

### Skupina východ
|  | Postupující do skupiny o postup |

| Poř. | Tým                 | Z  | B  | V  | VP | PP | P  | Skóre  | +/− |
| ---- | ------------------- | -- | -- | -- | -- | -- | -- | ------ | --- |
| 1    | HKM Rimavská Sobota | 16 | 36 | 11 | 1  | 1  | 3  | 78:55  | +23 |
| 2    | HK Slovan Gelnica   | 16 | 30 | 9  | 0  | 3  | 4  | 80:54  | +26 |
| 3    | MHK Sabinov         | 16 | 30 | 8  | 3  | 0  | 5  | 76:61  | +15 |
| 4    | HKm Humenné         | 16 | 22 | 6  | 2  | 0  | 8  | 68:76  | −8  |
| 5    | HK Lučenec          | 16 | 2  | 0  | 0  | 2  | 14 | 59:115 | −56 |

## O postup
|  | Vítěz |

| Poř. | Tým                   | Z | B  | V | VP | PP | P | Skóre | +/− | BB |
| ---- | --------------------- | - | -- | - | -- | -- | - | ----- | --- | -- |
| 1    | HK 96 Nitra           | 8 | 20 | 4 | 2  | 1  | 1 | 35:22 | +13 | 3  |
| 2    | HK Púchov             | 8 | 19 | 5 | 0  | 1  | 2 | 34:24 | +10 | 3  |
| 3    | HK Levice             | 8 | 15 | 4 | 0  | 2  | 2 | 40:35 | +5  | 1  |
| 4    | HKM Rimavská Sobota   | 8 | 13 | 3 | 0  | 1  | 4 | 33:38 | −5  | 3  |
| 5    | HK Slovan Gelnica     | 8 | 9  | 2 | 1  | 0  | 5 | 27:35 | −8  | 1  |
| 6    | MHK Dubnica nad Váhom | 8 | 8  | 1 | 2  | 0  | 5 | 27:42 | −15 | 1  |